# Plaza Las Pioneras (Montevideo)
La Plaza Las Pioneras es un espacio público de Montevideo, ubicado en el barrio Arroyo Seco. Está construido sobre la estructura de una antigua estación de tranvías.

## Historia

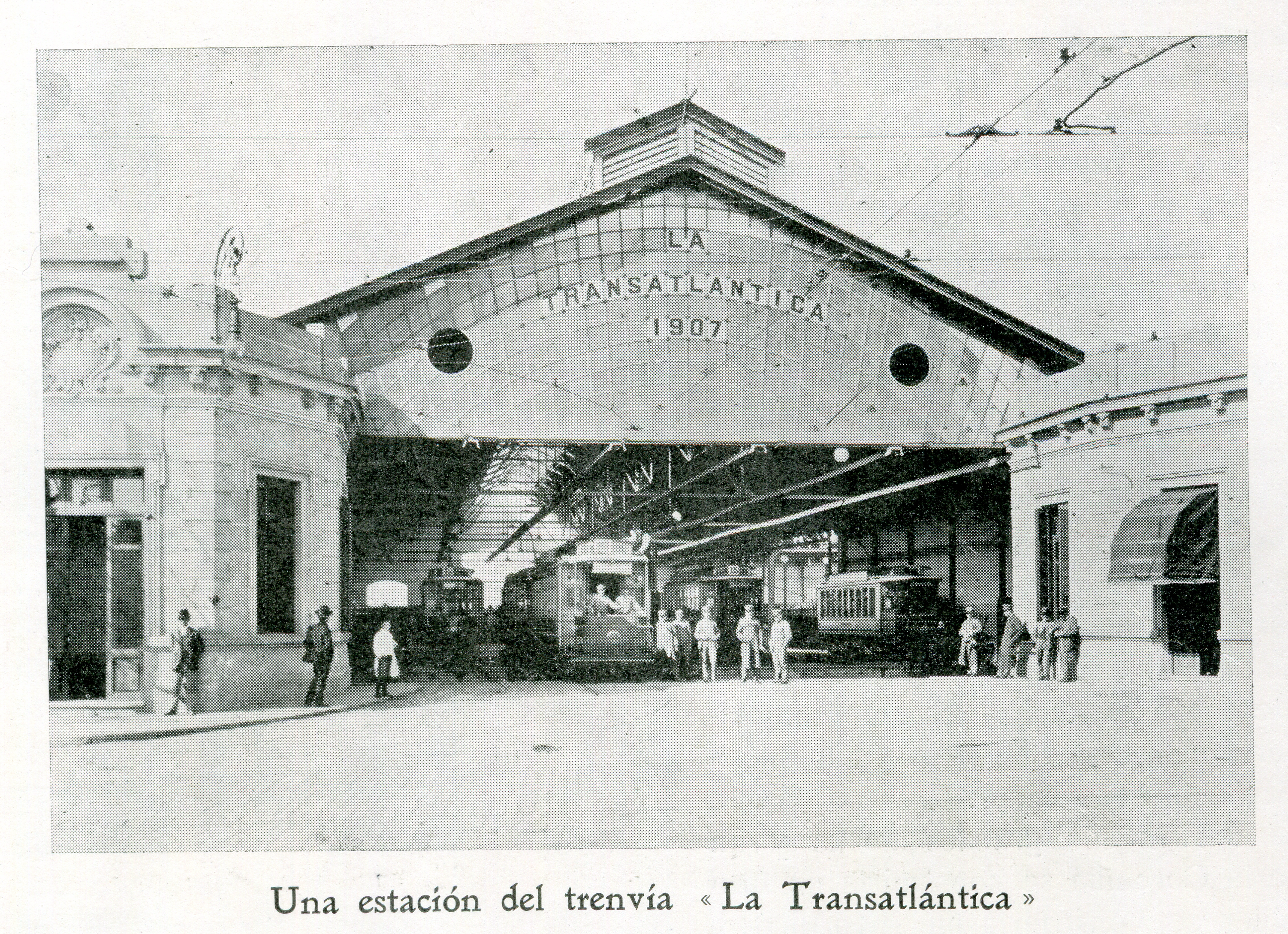
Vista de la Estación Agraciada en sus primeros tiempos.

En el año 1880 la compañía de tranvías al Paso Molino y Cerro construyó su primera estación de tranvías en Arroyo Seco, la cual en 1909 es adquirida por la compañía alemana La Transatlántica, quien decide demoler la antigua estación y construir una nueva estructura, con una arquitectura similar a una estación de ferrocarriles. 
Con los años la estación perdería su función, en principio, dejó de ser el importante taller por el cual había sido construida, pasando a tener utilidad simplemente como depósito de tranvías fuera de servicio. Con la adquisición por parte de la Administración Municipal de Transporte y la inminente supresión de los tranvías el predio se convirtió en un depósito de tranvías y resguardo de trolebuses, y base de operación de algunas líneas del ente.  
Tras la desaparición del ente en los años sesenta, la estructura quedó en manos de la intendencia de Montevideo, quien por décadas la destinó como sede de los servicios de paseos públicos, manteniendo la estructura en relativas iguales características tanto en la fachada de los edificios vecinos, como la estructura de los galpones. En los laterales, tanto sobre la calle General Aguilar así como también sobre la calle General Luna, se conservaban las entradas con las vías de los tranvías, en gran parte ya tapadas, por dónde ingresaron generalmente los coches de la histórica Línea E y que por su largo no podían ingresar por la entrada principal sobre la Avenida Agraciada. 
Durante los año 2019 y 2020 la intendencia de Montevideo decidió iniciar las obras de dicho espacio para realizar en su interior un área de esparcimiento general, manteniéndose únicamente las dos estructuras de materiales de la época tranviaria y la tirantería del techo. Hoy día la ex Estación Agraciada es conocida bajo el nombre de Plaza Las Pioneras.

## Actualidad

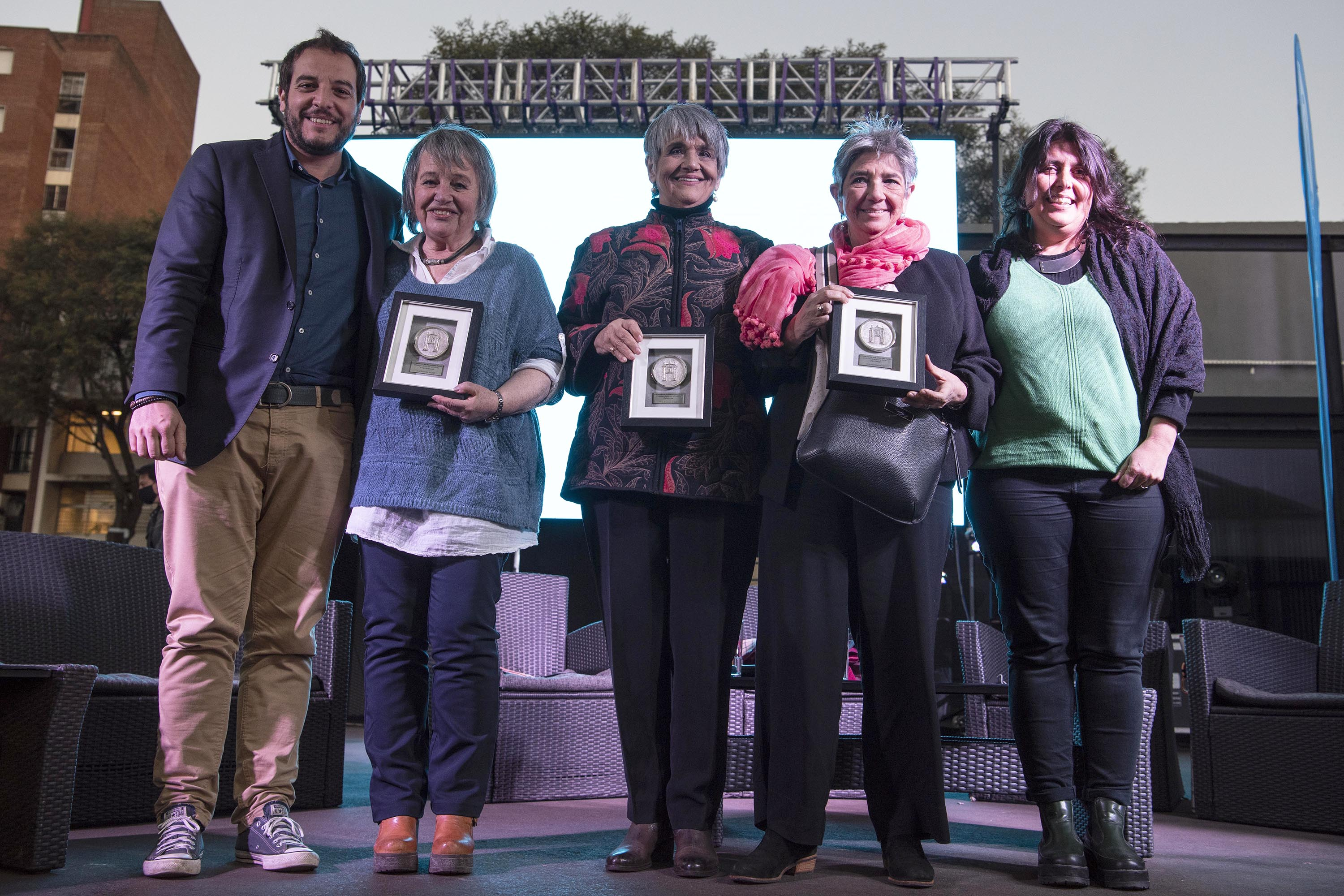
Carmen Beramendi, Lilián Celiberti y Celia Eccher fueron declaradas Ciudadanas Ilustres Montevideo por el por el Intendente Christian Di Candia en la Plaza de las Pioneras.

En 2018 la Intendencia de Montevideo definió un concurso para la construcción de un espacio de reconocimiento y homenaje al aporte que tantas pioneras realizaran desde fines del siglo XIX para que las mujeres pudieran ejercer plenamente sus derechos civiles y políticos. Dicho concurso contó con la participación de la Sociedad de Arquitectos del Uruguaya En 2019 comenzaron las obras de construcción y la inauguración de todo el conjunto se concretó en el año 2020.Es desde entonces, un espacio de encuentro y reunión de muchos colectivos feministas.
En noviembre de 2020, la Intendenta electa de Montevideo, Carolina Cosse decidió realizar la ceremonia de toma de posesión del cargo en dicha plaza.